# Myrmelachista goetschi
Myrmelachista goetschi är en myrart som först beskrevs av Menozzi 1935.  Myrmelachista goetschi ingår i släktet Myrmelachista och familjen myror. Inga underarter finns listade i Catalogue of Life.